# Lista siturilor arheologice din județul Tulcea - S
Lista siturilor arheologice din județul Tulcea - S conține toate siturile arheologice din județul Tulcea înscrise în Repertoriul Arheologic Național (RAN) și aflate în localități al căror nume începe cu litera S. RAN este administrat de Ministerul Culturii și Patrimoniului Național și cuprinde date științifice, cartografice, topografice, imagini și planuri, precum și orice alte informații privitoare la zonele cu potențial arheologic, studiate sau nu, încă existente sau dispărute.
Puteți căuta un sit din localitățile care încep cu litera S folosind formularul de mai jos sau puteți naviga prin toate siturile din județ la Lista siturilor arheologice din județul Tulcea.
| Cod RAN                                   | Denumire | Localitate                                | Adresă                       | Datare                             | Descoperit | Coordonate                                                        | Imagine           | Erori            |
| ----------------------------------------- | --- | ----------------------------------------- | ---------------------------- | ---------------------------------- | ---------- | ----------------------------------------------------------------- | ----------------- | ---------------- |
| 161204.01.01 (Cod LMI: TL-I-m-B-05893.04) | Situl arheologic de la Sabangia - "La Fântâna Ialnăscu" / ansamblu anonim (Categorie: locuire) (Tip: Așezare)                                  | sat Sabangia, comuna Sarichioi            | La Fântâna Ialnăscu          |                                    |            |                                                                   | Încărcați imagine | Raportați eroare |
| 161204.01.02 (Cod LMI: TL-I-m-B-05893.03) | Situl arheologic de la Sabangia - "La Fântâna Ialnăscu" / ansamblu anonim (Categorie: locuire) (Tip: Așezare)                                  | sat Sabangia, comuna Sarichioi            | La Fântâna Ialnăscu          | geto-dacică sec. IV a. Chr.        |            |                                                                   | Încărcați imagine | Raportați eroare |
| 161204.01.03 (Cod LMI: TL-I-m-B-05893.02) | Situl arheologic de la Sabangia - "La Fântâna Ialnăscu" / ansamblu anonim (Categorie: locuire) (Tip: Așezare)                                  | sat Sabangia, comuna Sarichioi            | La Fântâna Ialnăscu          | sec. I-IV                          |            |                                                                   | Încărcați imagine | Raportați eroare |
| 161204.01.04 (Cod LMI: TL-I-m-B-05893.01) | Situl arheologic de la Sabangia - "La Fântâna Ialnăscu" / ansamblu anonim (Categorie: locuire) (Tip: Așezare)                                  | sat Sabangia, comuna Sarichioi            | La Fântâna Ialnăscu          | sf. sec. X-1/2 sec. XI             |            |                                                                   | Încărcați imagine | Raportați eroare |
| 161204.02.01 (Cod LMI: TL-I-s-B-05894)    | Așezarea romano-bizantină de la Sabangia-în NV intravilan / ansamblu anonim (Categorie: locuire civilă) (Tip: Așezare)                         | sat Sabangia, comuna Sarichioi            | în NV intravilan             | sec. IV-VI                         |            |                                                                   | Încărcați imagine | Raportați eroare |
| 161204.03.01 (Cod LMI: TL-I-s-B-05895)    | Necropola romană de la Sabangia-fostul SMA / ansamblu anonim (Categorie: descoperire funerară) (Tip: Necropolă)                                | sat Sabangia, comuna Sarichioi            | Fostul SMA                   | sec. II-III                        |            |                                                                   | Încărcați imagine | Raportați eroare |
| 161188.01.01 (Cod LMI: TL-I-m-B-05896.02) | Situl arheologic de la Sarichioi-în partea de N a localității / ansamblu anonim (Categorie: locuire) (Tip: Așezare rurală)                     | sat Sarichioi, comuna Sarichioi           | în partea de N a localității | sec. II-III                        |            |                                                                   | Încărcați imagine | Raportați eroare |
| 161188.01.02 (Cod LMI: TL-I-m-B-05896.01) | Situl arheologic de la Sarichioi-în partea de N a localității / ansamblu anonim (Categorie: locuire) (Tip: Necropolă)                          | sat Sarichioi, comuna Sarichioi           | în partea de N a localității | sec. XVII-XVIII                    |            |                                                                   | Încărcați imagine | Raportați eroare |
| 161188.02.01 (Cod LMI: TL-I-s-B-05897)    | Așezarea medievală timpurie de la Sarichioi - Vatra satului / ansamblu anonim (Categorie: locuire civilă) (Tip: Așezare)                       | sat Sarichioi, comuna Sarichioi           | Vatra satului                | sec. X-XII                         |            |                                                                   | Încărcați imagine | Raportați eroare |
| 161188.03.01 (Cod LMI: TL-I-m-B-05898.07) | Situl arheologic de la Sarichioi - "Dealul Bursuci" / ansamblu anonim (Categorie: locuire) (Tip: așezare)                                      | sat Sarichioi, comuna Sarichioi           | Dealul Bursuci               | Boian                              |            |                                                                   | Încărcați imagine | Raportați eroare |
| 161188.03.02                              | Situl arheologic de la Sarichioi - "Dealul Bursuci" / ansamblu anonim (Categorie: locuire) (Tip: așezare)                                      | sat Sarichioi, comuna Sarichioi           | Dealul Bursuci               | Gumelnița                          |            |                                                                   | Încărcați imagine | Raportați eroare |
| 161188.03.03 (Cod LMI: TL-I-m-B-05898.05) | Situl arheologic de la Sarichioi - "Dealul Bursuci" / ansamblu anonim (Categorie: locuire) (Tip: așezare)                                      | sat Sarichioi, comuna Sarichioi           | Dealul Bursuci               | Noua                               |            |                                                                   | Încărcați imagine | Raportați eroare |
| 161188.03.04 (Cod LMI: TL-I-m-B-05898.04) | Situl arheologic de la Sarichioi - "Dealul Bursuci" / ansamblu anonim (Categorie: locuire) (Tip: așezare)                                      | sat Sarichioi, comuna Sarichioi           | Dealul Bursuci               | Babadag                            |            |                                                                   | Încărcați imagine | Raportați eroare |
| 161188.03.05 (Cod LMI: TL-I-m-B-05898.03) | Situl arheologic de la Sarichioi - "Dealul Bursuci" / ansamblu anonim (Categorie: locuire) (Tip: așezare)                                      | sat Sarichioi, comuna Sarichioi           | Dealul Bursuci               | geto-dacică sec. IV - II a. Chr.   |            |                                                                   | Încărcați imagine | Raportați eroare |
| 161188.03.06 (Cod LMI: TL-I-m-B-05898.02) | Situl arheologic de la Sarichioi - "Dealul Bursuci" / ansamblu anonim (Categorie: locuire) (Tip: așezare)                                      | sat Sarichioi, comuna Sarichioi           | Dealul Bursuci               | sec. X-XI                          |            |                                                                   | Încărcați imagine | Raportați eroare |
| 161188.03.07 (Cod LMI: TL-I-m-B-05898.01) | Situl arheologic de la Sarichioi - "Dealul Bursuci" / ansamblu anonim (Categorie: locuire) (Tip: așezare)                                      | sat Sarichioi, comuna Sarichioi           | Dealul Bursuci               | sec. XIV-XV                        |            |                                                                   | Încărcați imagine | Raportați eroare |
| 161188.04.01 (Cod LMI: TL-I-s-B-05899)    | Așezarea rurală romană de la Sarichioi - "Valea Sărătura" / ansamblu anonim (Categorie: locuire civilă) (Tip: Așezare rurală)                  | sat Sarichioi, comuna Sarichioi           | Valea Sărătura               | sec. II-III                        |            |                                                                   | Încărcați imagine | Raportați eroare |
| 161188.05.01 (Cod LMI: TL-I-s-B-05900)    | Așezarea medievală timpurie de la Sarichioi / ansamblu anonim (Categorie: locuire civilă) (Tip: Așezare)                                       | sat Sarichioi, comuna Sarichioi           |                              | sec. IX-XI                         |            |                                                                   | Încărcați imagine | Raportați eroare |
| 161188.06.01 (Cod LMI: TL-I-s-B-05901)    | Tumulul de la Sarichioi / ansamblu anonim (Categorie: descoperire funerară) (Tip: Tumul)                                                       | sat Sarichioi, comuna Sarichioi           |                              |                                    |            |                                                                   | Încărcați imagine | Raportați eroare |
| 161188.11.01 (Cod LMI: TL-I-s-B-05902)    | Tumulii grupați (3) de la Sarichioi - "Dealul Țapi" / ansamblu anonim (Categorie: descoperire funerară) (Tip: Grup de tumuli)                  | sat Sarichioi, comuna Sarichioi           | Dealul Țapi                  |                                    |            |                                                                   | Încărcați imagine | Raportați eroare |
| 161188.08.01 (Cod LMI: TL-I-s-B-05903)    | Tumulii grupați (5) de la Sarichioi / ansamblu anonim (Categorie: descoperire funerară) (Tip: Grup de tumuli)                                  | sat Sarichioi, comuna Sarichioi           |                              |                                    |            |                                                                   | Încărcați imagine | Raportați eroare |
| 161188.09.01 (Cod LMI: TL-I-s-B-05904)    | Tumulii grupați (4) de la Sarichioi / ansamblu anonim (Categorie: descoperire funerară) (Tip: Grup de tumuli)                                  | sat Sarichioi, comuna Sarichioi           |                              |                                    |            |                                                                   | Încărcați imagine | Raportați eroare |
| 159874.01.01 (Cod LMI: TL-I-s-B-05905)    | Villa rustica de la Sarighiol de Deal / ansamblu anonim (Categorie: locuire civilă) (Tip: Villa rustica)                                       | sat Sarighiol de Deal, comuna Beidaud     |                              | romană                             |            |                                                                   | Încărcați imagine | Raportați eroare |
| 160975.01.01 (Cod LMI: TL-I-s-B-05906)    | Așezarea romană de la Sarinasuf / ansamblu anonim (Categorie: locuire civilă) (Tip: Așezare rurală)                                            | sat Sarinasuf, comuna Murighiol           |                              | sec. II-IV                         |            |                                                                   | Încărcați imagine | Raportați eroare |
| 160975.02.01 (Cod LMI: TL-I-s-B-05907)    | Așezarea Latene de la Sarinasuf-cca. 800 m E de sat / ansamblu anonim (Categorie: locuire civilă) (Tip: Așezare)                               | sat Sarinasuf, comuna Murighiol           | cca. 800 m E de sat          | geto-dacică sec. VI - V a. Chr.    |            |                                                                   | Încărcați imagine | Raportați eroare |
| 160975.03.01 (Cod LMI: TL-I-s-B-05908)    | Necropola Latene de la Sarinasuf-vatra satului / ansamblu anonim (Categorie: descoperire funerară) (Tip: Necropolă de incinerație)             | sat Sarinasuf, comuna Murighiol           | vatra satului                | geto-dacică sec. IV a. Chr.        |            |                                                                   | Încărcați imagine | Raportați eroare |
| 160859.01.01 (Cod LMI: TL-I-s-B-05909)    | Tumulul de la Satu Nou / ansamblu anonim (Categorie: descoperire funerară) (Tip: Tumul)                                                        | sat Satu Nou, comuna Mihai Bravu          |                              |                                    |            |                                                                   | Încărcați imagine | Raportați eroare |
| 160859.02.01 (Cod LMI: TL-I-s-B-05910)    | Tumuli aliniați (7) de la Satu Nou - "Dealul Denistepe" / ansamblu anonim (Categorie: descoperire funerară) (Tip: Grup de tumuli)              | sat Satu Nou, comuna Mihai Bravu          | Dealul Denistepe             |                                    |            |                                                                   | Încărcați imagine | Raportați eroare |
| 160859.03.01 (Cod LMI: TL-I-s-B-05911)    | Tumulul de la Satu Nou / ansamblu anonim (Categorie: descoperire funerară) (Tip: Tumul)                                                        | sat Satu Nou, comuna Mihai Bravu          |                              |                                    |            |                                                                   | Încărcați imagine | Raportați eroare |
| 160859.04.01 (Cod LMI: TL-I-s-B-05912)    | Grup de 2 tumulii la Satu Nou / ansamblu anonim (Categorie: descoperire funerară) (Tip: Grup de tumuli)                                        | sat Satu Nou, comuna Mihai Bravu          |                              |                                    |            |                                                                   | Încărcați imagine | Raportați eroare |
| 160859.05.01 (Cod LMI: TL-I-s-B-05913)    | Grup de 2 tumulai de la Satu Nou / ansamblu anonim (Categorie: descoperire funerară) (Tip: Grup de tumuli)                                     | sat Satu Nou, comuna Mihai Bravu          |                              |                                    |            |                                                                   | Încărcați imagine | Raportați eroare |
| 160859.06.01 (Cod LMI: TL-I-s-B-05914)    | Grup de 2 tumuli la Satu Nou / ansamblu anonim (Categorie: descoperire funerară) (Tip: Grup de tumuli)                                         | sat Satu Nou, comuna Mihai Bravu          |                              |                                    |            |                                                                   | Încărcați imagine | Raportați eroare |
| 160859.07.01 (Cod LMI: TL-I-s-B-05915)    | Tumulul de la Satu Nou / ansamblu anonim (Categorie: descoperire funerară) (Tip: Tumul)                                                        | sat Satu Nou, comuna Mihai Bravu          |                              |                                    |            |                                                                   | Încărcați imagine | Raportați eroare |
| 160859.08.01 (Cod LMI: TL-I-s-B-05916)    | Tumulul de la Satu Nou-cimitir / ansamblu anonim (Categorie: descoperire funerară) (Tip: Tumul)                                                | sat Satu Nou, comuna Mihai Bravu          | Cimitir                      |                                    |            |                                                                   | Încărcați imagine | Raportați eroare |
| 160859.09.01 (Cod LMI: TL-I-s-B-05917)    | Tumulul de la Satu Nou - "Begeni" / ansamblu anonim (Categorie: descoperire funerară) (Tip: Tumul)                                             | sat Satu Nou, comuna Mihai Bravu          | Begeni                       |                                    |            |                                                                   | Încărcați imagine | Raportați eroare |
| 161455.01.01 (Cod LMI: TL-I-s-B-05923)    | Așezarea romană de la Sâmbăta Nouă / ansamblu anonim (Categorie: locuire civilă) (Tip: Așezare)                                                | sat Sâmbăta Nouă, comuna Topolog          |                              |                                    |            |                                                                   | Încărcați imagine | Raportați eroare |
| 161268.01.01 (Cod LMI: TL-I-s-B-05924)    | Așezarea Latene de la Slava Cercheză - "La Lutărie" / ansamblu anonim (Categorie: locuire civilă) (Tip: Așezare)                               | sat Slava Cercheză, comuna Slava Cercheză | La Lutărie                   | geto-dacică                        |            |                                                                   | Încărcați imagine | Raportați eroare |
| 161268.02.01 (Cod LMI: TL-I-m-B-05925.01) | Situl arheologic de la Slava Cercheză - "La Vii" / ansamblu anonim (Categorie: locuire) (Tip: Așezare)                                         | sat Slava Cercheză, comuna Slava Cercheză | La Vii                       |                                    |            |                                                                   | Încărcați imagine | Raportați eroare |
| 161268.02.02 (Cod LMI: TL-I-m-B-05925.02) | Situl arheologic de la Slava Cercheză - "La Vii" / ansamblu anonim (Categorie: locuire) (Tip: Necropolă)                                       | sat Slava Cercheză, comuna Slava Cercheză | La Vii                       |                                    |            |                                                                   | Încărcați imagine | Raportați eroare |
| 161268.02.03 (Cod LMI: TL-I-s-B-05925)    | Situl arheologic de la Slava Cercheză - "La Vii" / ansamblu anonim (Categorie: locuire) (Tip: Fortificație)                                    | sat Slava Cercheză, comuna Slava Cercheză | La Vii                       |                                    |            |                                                                   | Încărcați imagine | Raportați eroare |
| 161277.01.01 (Cod LMI: TL-I-s-A-05926)    | Cetatea Ibida - Slava Rusă - "Cetatea Fetei" / ansamblu Cetatea romană Ibida (Libida) (Categorie: locuire civilă) (Tip: Cetate)                | sat Slava Rusă, comuna Slava Cercheză     | Cetatea Fetei                | romană                             | 1885       | 44°52′45″N 28°34′03″E / 44.879176944444445°N 28.567476111111112°E | Încărcați imagine | Raportați eroare |
| 161277.01.02 (Cod LMI: TL-I-s-A-05926)    | Cetatea Ibida - Slava Rusă - "Cetatea Fetei" / ansamblu Cetatea romano-bizantină Ibida (Libida) (Categorie: locuire civilă) (Tip: Cetate)      | sat Slava Rusă, comuna Slava Cercheză     | Cetatea Fetei                | romano-bizantină sec. IV-VI        | 1885       |                                                                   | Încărcați imagine | Raportați eroare |
| 161277.01.03 (Cod LMI: TL-I-s-A-05926)    | Cetatea Ibida - Slava Rusă - "Cetatea Fetei" / ansamblu Necropola romano - bizantină (Categorie: locuire civilă) (Tip: Necropolă de inhumație) | sat Slava Rusă, comuna Slava Cercheză     | Cetatea Fetei                | romano-bizantină                   | 1885       |                                                                   | Încărcați imagine | Raportați eroare |
| 161277.01.04 (Cod LMI: TL-I-s-A-05926)    | Cetatea Ibida - Slava Rusă - "Cetatea Fetei" / ansamblu anonim (Categorie: locuire civilă) (Tip: Locuire)                                      | sat Slava Rusă, comuna Slava Cercheză     | Cetatea Fetei                |                                    | 1885       |                                                                   | Încărcați imagine | Raportați eroare |
| 161277.01.05 (Cod LMI: TL-I-s-A-05926)    | Cetatea Ibida - Slava Rusă - "Cetatea Fetei" / ansamblu anonim (Categorie: locuire civilă) (Tip: Locuire)                                      | sat Slava Rusă, comuna Slava Cercheză     | Cetatea Fetei                |                                    | 1885       |                                                                   | Încărcați imagine | Raportați eroare |
| 161277.01.06 (Cod LMI: TL-I-s-A-05926)    | Cetatea Ibida - Slava Rusă - "Cetatea Fetei" / ansamblu anonim (Categorie: locuire civilă) (Tip: Locuire)                                      | sat Slava Rusă, comuna Slava Cercheză     | Cetatea Fetei                |                                    | 1885       |                                                                   | Încărcați imagine | Raportați eroare |
| 161277.01.07 (Cod LMI: TL-I-s-A-05926)    | Cetatea Ibida - Slava Rusă - "Cetatea Fetei" / ansamblu anonim (Categorie: locuire civilă) (Tip: Locuire)                                      | sat Slava Rusă, comuna Slava Cercheză     | Cetatea Fetei                |                                    | 1885       |                                                                   | Încărcați imagine | Raportați eroare |
| 161277.01.08 (Cod LMI: TL-I-s-A-05926)    | Cetatea Ibida - Slava Rusă - "Cetatea Fetei" / ansamblu anonim (Categorie: locuire civilă) (Tip: Locuire)                                      | sat Slava Rusă, comuna Slava Cercheză     | Cetatea Fetei                |                                    | 1885       |                                                                   | Încărcați imagine | Raportați eroare |
| 161277.01.09 (Cod LMI: TL-I-s-A-05926)    | Cetatea Ibida - Slava Rusă - "Cetatea Fetei" / ansamblu anonim (Categorie: locuire civilă) (Tip: Locuire)                                      | sat Slava Rusă, comuna Slava Cercheză     | Cetatea Fetei                |                                    | 1885       |                                                                   | Încărcați imagine | Raportați eroare |
| 161311.01.01 (Cod LMI: TL-I-m-B-05928.03) | Situl arheologic de la Somova - "La poieniță" / ansamblu anonim (Categorie: locuire civilă) (Tip: Așezare)                                     | sat Somova, comuna Somova                 | La poieniță                  | geto-dacică                        |            |                                                                   | Încărcați imagine | Raportați eroare |
| 161311.01.02 (Cod LMI: TL-I-m-B-05928.02) | Situl arheologic de la Somova - "La poieniță" / ansamblu anonim (Categorie: locuire civilă) (Tip: Așezare)                                     | sat Somova, comuna Somova                 | La poieniță                  |                                    |            |                                                                   | Încărcați imagine | Raportați eroare |
| 161311.01.03 (Cod LMI: TL-I-m-B-05928.01) | Situl arheologic de la Somova - "La poieniță" / ansamblu anonim (Categorie: locuire civilă) (Tip: Așezare)                                     | sat Somova, comuna Somova                 | La poieniță                  |                                    |            |                                                                   | Încărcați imagine | Raportați eroare |
| 161311.02.01 (Cod LMI: TL-I-m-B-05929.01) | Situl arheologic Latene de la Somova - "La batace" / ansamblu anonim (Categorie: locuire) (Tip: Așezare)                                       | sat Somova, comuna Somova                 | La batace                    | geto-dacică                        |            |                                                                   | Încărcați imagine | Raportați eroare |
| 161311.02.02 (Cod LMI: TL-I-m-B-05929.02) | Situl arheologic Latene de la Somova - "La batace" / ansamblu anonim (Categorie: locuire) (Tip: Necropolă)                                     | sat Somova, comuna Somova                 | La batace                    | geto-dacică                        |            |                                                                   | Încărcați imagine | Raportați eroare |
| 160671.06.01 (Cod LMI: TL-I-m-B-05918.04) | Situl arheologic de la Sălcioara / ansamblu anonim (Categorie: locuire) (Tip: așezare)                                                         | sat Sălcioara, comuna Jurilovca           |                              | sec. VI-III a. Chr.                |            |                                                                   | Încărcați imagine | Raportați eroare |
| 160671.06.02 (Cod LMI: TL-I-m-B-05918.03) | Situl arheologic de la Sălcioara / ansamblu anonim (Categorie: locuire) (Tip: așezare)                                                         | sat Sălcioara, comuna Jurilovca           |                              | sec. III                           |            |                                                                   | Încărcați imagine | Raportați eroare |
| 160671.06.03 (Cod LMI: TL-I-m-B-05918.02) | Situl arheologic de la Sălcioara / ansamblu anonim (Categorie: locuire) (Tip: Așezare)                                                         | sat Sălcioara, comuna Jurilovca           |                              | sec. IV-VI                         |            |                                                                   | Încărcați imagine | Raportați eroare |
| 160671.06.04 (Cod LMI: TL-I-m-B-05918.01) | Situl arheologic de la Sălcioara / ansamblu anonim (Categorie: locuire) (Tip: așezare)                                                         | sat Sălcioara, comuna Jurilovca           |                              | sec. X-XI                          |            |                                                                   | Încărcați imagine | Raportați eroare |
| 160671.02.01 (Cod LMI: TL-I-s-B-05919)    | Așezarea Latene de la Sălcioara / ansamblu anonim (Categorie: locuire civilă) (Tip: Așezare)                                                   | sat Sălcioara, comuna Jurilovca           |                              | greco-getică sec. IV - III a. Chr. |            |                                                                   | Încărcați imagine | Raportați eroare |
| 160671.03.01 (Cod LMI: TL-I-s-B-05920)    | Așezarea medievală timpurie de la Sălcioara / ansamblu anonim (Categorie: locuire civilă) (Tip: Așezare)                                       | sat Sălcioara, comuna Jurilovca           |                              | sec. IX-X                          |            |                                                                   | Încărcați imagine | Raportați eroare |
| 160671.04.01 (Cod LMI: TL-I-s-B-05921)    | Turnul romano-bizantin de la Sălcioara - "Capul Iancina" / ansamblu Turris (Categorie: fortificație) (Tip: Turn de observație)                 | sat Sălcioara, comuna Jurilovca           | Capul Iancina                | romano-bizantină sec. IV-VI        |            |                                                                   | Încărcați imagine | Raportați eroare |
| 160671.05.01 (Cod LMI: TL-I-m-B-05922.04) | Situl arheologic de la Sălcioara / ansamblu anonim (Categorie: locuire) (Tip: Așezare)                                                         | sat Sălcioara, comuna Jurilovca           |                              | Babadag                            |            |                                                                   | Încărcați imagine | Raportați eroare |
| 160671.05.02 (Cod LMI: TL-I-s-B-05922)    | Situl arheologic de la Sălcioara / ansamblu anonim (Categorie: locuire) (Tip: Așezare)                                                         | sat Sălcioara, comuna Jurilovca           |                              | geto-dacică sec. IV - II a. Chr.   |            |                                                                   | Încărcați imagine | Raportați eroare |
| 160671.05.03 (Cod LMI: TL-I-m-B-05922.02) | Situl arheologic de la Sălcioara / ansamblu anonim (Categorie: locuire) (Tip: Așezare)                                                         | sat Sălcioara, comuna Jurilovca           |                              | sec. II-IV                         |            |                                                                   | Încărcați imagine | Raportați eroare |
| 160671.05.04 (Cod LMI: TL-I-m-B-05922.01) | Situl arheologic de la Sălcioara / ansamblu anonim (Categorie: locuire) (Tip: Așezare)                                                         | sat Sălcioara, comuna Jurilovca           |                              | sec. X-XI                          |            |                                                                   | Încărcați imagine | Raportați eroare |
| 160671.01.01 (Cod LMI: TL-I-s-B-05722)    | Tumulii Latene de la Sălcioara / ansamblu Grup de 6 tumuli funerari (Categorie: descoperire funerară) (Tip: Grup de tumuli)                    | sat Sălcioara, comuna Jurilovca           |                              | sec. IV-III a. Chr.                |            | 44°50′28″N 28°53′54″E / 44.84111°N 28.89833°E                     | Încărcați imagine | Raportați eroare |
| 161277.02.01                              | Complexul monastic paleocreștin de la Slava Rusă / ansamblu anonim (Categorie: structură de cult/religioasă) (Tip: Complex de cult)            | sat Slava Rusă, comuna Slava Cercheză     |                              | sf. sec. IV - înc. sec. VII        | 1917       |                                                                   | Încărcați imagine | Raportați eroare |
| 161277.02.01                              | Complexul monastic paleocreștin de la Slava Rusă / complex anonim (Categorie: structură de cult/religioasă) (Tip: tezaur monetar)              | sat Slava Rusă, comuna Slava Cercheză     |                              |                                    | 1917       |                                                                   | Încărcați imagine | Raportați eroare |
| 161188.10.01                              | Situl arheologic de la Sarichioi / ansamblu anonim (Categorie: locuire) (Tip: Așezare)                                                         | sat Sarichioi, comuna Sarichioi           | intravilan, nr. 442 G        | sec. II-IV a. Chr                  |            | 44°55′00″N 28°52′30″E / 44.91667°N 28.875°E                       | Încărcați imagine | Raportați eroare |
| 161188.10.02                              | Situl arheologic de la Sarichioi / ansamblu anonim (Categorie: locuire) (Tip: Așezare)                                                         | sat Sarichioi, comuna Sarichioi           | intravilan, nr. 442 G        |                                    |            | 44°55′00″N 28°52′30″E / 44.91667°N 28.875°E                       | Încărcați imagine | Raportați eroare |
| 161357.01.01                              | Situl arheologic de la Stejaru - extravilan, Cipriciu / ansamblu anonim (Categorie: locuire) (Tip: Așezare)                                    | sat Stejaru, comuna Stejaru               | extravilan, Cipriciu         |                                    |            |                                                                   | Încărcați imagine | Raportați eroare |
| 161357.01.02                              | Situl arheologic de la Stejaru - extravilan, Cipriciu / ansamblu anonim (Categorie: locuire) (Tip: Așezare)                                    | sat Stejaru, comuna Stejaru               | extravilan, Cipriciu         |                                    |            |                                                                   | Încărcați imagine | Raportați eroare |
| 161357.01.03                              | Situl arheologic de la Stejaru - extravilan, Cipriciu / ansamblu anonim (Categorie: locuire) (Tip: Așezare)                                    | sat Stejaru, comuna Stejaru               | extravilan, Cipriciu         |                                    |            |                                                                   | Încărcați imagine | Raportați eroare |
| 161188.07.01                              | Așezarea hallstattiană de la Sarichioi - La Bursuci / ansamblu anonim (Categorie: așezare) (Tip: Așezare)                                      | sat Sarichioi, comuna Sarichioi           | La Bursuci                   |                                    |            | 44°54′59″N 28°51′12″E / 44.91639°N 28.85333°E                     | Încărcați imagine | Raportați eroare |